# LIVE 2004 〜en〜
『LIVE 2004 〜en〜』（ライブ・ツー・サウザンド・フォー・エン）は、日本の音楽ユニット・B'zのボーカリスト・稲葉浩志の1作目の映像作品。2004年12月22日にB-VISIONから発売された。

## 概要
稲葉浩志初のソロ・ツアーとして2004年7月から9月にかけて開催された『Inaba Koshi LIVE 2004 〜en〜』より日本武道館公演の模様を収録。DVD・VHSの2形態で発売された。
雨の日限定で演奏された「静かな雨」、一部会場のみで演奏された「なにもないまち」、「LOVE LETTER」、「TRASH」は本作には未収録。
本公演の撮影にはハイビジョンHDカメラに加え、映画撮影用のカメラであるCineAltaが使われた。
DISC2枚共にメニュー画面が数パターン収録されており、メニュー選択の際にそれぞれの確率でランダムに切り替わるようになっている。DISC1とDISC2それぞれのみにだけ現れるパターンも存在する。オーディオ選択メニューではライブの「Here I am!!」で使われた本人の顔写真が使用されている。

## メンバー
- 稲葉浩志：ボーカル、ブルースハープ、ギター
- 大賀好修：ギター
- 綿貫正顕：ギター
- 麻井寛史：ベース
- 小島良喜：キーボード
- 山口昌人：ドラム
- 徳永暁人：コーラス
- 大田紳一郎：コーラス

## 収録映像曲

### DISC 1
1. 冷血
2. Here I am!!
3. くちびる
4. arizona
5. Touch
6. 眠れないのは誰のせい
7. I'm on fire
8. Soul Station
  - 小島によるオルガンソロから演奏。
9. ファミレス午前3時
  - 冒頭にリハーサル風景と新潟公演で披露したセッションの模様が挿入される。稲葉はアコースティック・ギター演奏をし、大賀と2人だけの演奏。
10. おかえり
  - doaの徳永と大田がコーラスに加わる。当時は未発表曲として披露され、ツアー終了後にリリースされたアルバム『Peace Of Mind』に収録された。
11. I AM YOUR BABY
12. 水平線
  - 「おかえり」と同様に当時は未発表曲として披露された。ツアー前半では「波」が演奏されていた。稲葉は再びボーカル演奏のみになる。
13. Wonderland

### DISC 2
1. O.NO.RE
  - 冒頭に2003年に行った自身初のソロライブ「hills パン工場 THURSDAY LIVE "ROCK NIGHT"」の模様が挿入されている。メンバー紹介を交えたセッションからイントロに繋がる。
2. CHAIN
  - 原曲よりキーを下げて演奏をしている。
3. Seno de Revolution
4. 正面衝突
  - 「おかえり」「水平線」と同様に当時は未発表曲として披露された。ツアー前半では「TRASH」が演奏されていた。
5. AKATSUKI
  - 本編ラストナンバー。
6. 遠くまで
  - ここからアンコール。冒頭にツアータイトルとなった「en」について稲葉のインタビューが挿入されている。
7. 愛なき道

#### Bonus Track（DVDのみ）
1. 波
  - 上記のとおりツアー前半でのみ演奏され、広島公演より「水平線」と入れ替えとなった。稲葉がギター演奏をしている。DISC2のメニューにあるシークレットチャプターから再生できる。